# Abyssocucumis
Abyssocucumis is een geslacht van zeekomkommers uit de familie Cucumariidae.

## Soorten
- Abyssocucumis abyssorum (Théel, 1886)
- Abyssocucumis albatrossi (Cherbonnier, 1941)

Niet geaccepteerde naam:
- Abyssocucumis ingolfi Cherbonnier, 1947, synoniem van Abyssocucumis abyssorum
- Abyssocucumis liouvillei (Vaney, 1914) Gutt, 1988 geaccepteerd als Staurocucumis liouvillei (Vaney, 1914) Ekman, 1927
- Abyssocucumis turqueti (Vaney, 1906), geaccepteerd als Staurocucumis turqueti (Vaney, 1906)